# Melanhyphus platygenioides
Melanhyphus platygenioides är en skalbaggsart som beskrevs av Leon Fairmaire 1881. Melanhyphus platygenioides ingår i släktet Melanhyphus och familjen Dynastidae. Inga underarter finns listade i Catalogue of Life.